# Karl Wilhelm Stark
Karl Wilhelm Stark (ur. 1920, zm. 14 grudnia 2020) – niemiecki sierżant 1 Dywizji Pancerno-Spadochronowej Hermann Göring z czasów II wojny światowej skazany zaocznie za udział w zbrodniach wojennych popełnionych na terenie Włoch.
W czasie II wojny światowej służył jako sierżant w 1 Dywizji Pancerno-Spadochronowej Hermann Göring. Stark w 1944 roku brał udział między innymi w pacyfikacji Civago, gdzie zamordowano trzy osoby, masakrze w Cervarolo, gdzie zamordowano 24 mężczyzn oraz masakrze w Vallucciole, w rejonie Aretino, gdzie zamordowano ponad 100 osób w tym kobiety i dzieci. Za zbrodnie wojenne Stark został skazany zaocznie przez włoski sąd na dożywocie jednak uniknął ekstradycji z Niemiec gdzie mieszkał. 
28 lutego 2021 roku prokurator generalny Marco de Paolis poinformował, że Karol Wilhelm Stark zmarł w grudniu 2020. Był ostatnim żyjącym niemieckim zbrodniarzem wojennym skazanym zaocznie przez włoskie sądy za zbrodnie wojenne popełnione we Włoszech.